# Königheim
Königheim település Németországban, azon belül Baden-Württembergben. Lakosainak száma 3007 fő (2023. december 31.).

## Népesség
A település népessége az elmúlt években az alábbi módon változott:
| Lakosok száma | 3603 | 3663 | 3642 | 3384 | 3336 | 3434 | 3362 | 3286 | 3022 | 3007 |
|               | 1961 | 1967 | 1974 | 1980 | 1987 | 1993 | 2000 | 2006 | 2013 | 2023 |